# Ködnitz
Ködnitz – miejscowość i gmina w Niemczech, w kraju związkowym Bawaria, w rejencji Górna Frankonia, w regionie Oberfranken-Ost, w powiecie Kulmbach, wchodzi w skład wspólnoty administracyjnej Trebgast. Leży nad Menem.
Gmina położona jest 6 km na wschód od centrum Kulmbach, 35 km na południowy zachód od Hof i 17 km na północny zachód od Bayreuth.

## Dzielnice
W skład gminy wchodzą następujące dzielnice: 
| - Ebersbach - Fölschnitz - Forstlasmühle - Haaghof - Hauenreuth - Heinersreuth - Höllgraben | - Kauerndorf - Ködnitz - Leithen - Listenberg - Meierhof - Mühlberg - Pinsenhof |

## Historia
Pierwsze wzmianki o Ködnitz pochodzą z 1256. Miejscowość należała do pruskiego Księstwa Bayreuth jednak w wyniku Traktatu tylżyckiego z 1807 została włączona w 1810 do Bawarii. Gmina w aktualnej formie funkcjonuje od reformy administracyjnej w 1818. W 1971 do Ködnitz przyączono gminę Fölschnitz.

## Polityka
Wójtem jest Stephan Heckel z CSU. Rada gminy składa się z 13 członków.